# كونارك
كونارك هي مدينة متوسطة تقع علي ساحل خليج البنغال في مقاطعة بوري بولاية أوديشا في الهند. وتبعد حوالي 60 كيلومترًا من عاصمة الولاية بوبانسوار. يوجد بها معبد الشمس الذي يعود إلى القرن السابع، والمعروف أيضًا باسم الباغودة السوداء، الذي بُني بالجرانيت الأسود في عهد ناراسيمهاديفا الأول. ويُعد المعبد واحدًا من مواقع التراث العالمي، ولكنه الآن في حالة خراب. توجد مجموعة من منحوتاته في متحف معبد الشمس الذي تديره هيئة المسح الأثري الهندية.
كما تعد كونارك موطنًا لمهرجان الرقص السنوي الذي يطلق عليه مهرجان كونارك للرقص، والذي يقام في شهر ديسمبر من كل عام، ويعرض فيه أشكال الرقص الهندي الكلاسيكية، بما في ذلك الرقص التقليدي في أوديشا في أوديسي.
في 16 فبراير 1980، وقعت كونارك مباشرةً على مسار كسوف الشمس الكلي.

## أصل التسمية
يشتق اسم كونارك من الكلمة السنسكريتية «كونا» التي تعني الزاوية، وكلمة «ارك» التي تعني الشمس، في إشارة إلى المعبد الذي كان مخصصًا لإله الشمس هناك سوريا.

## معبد الشمس

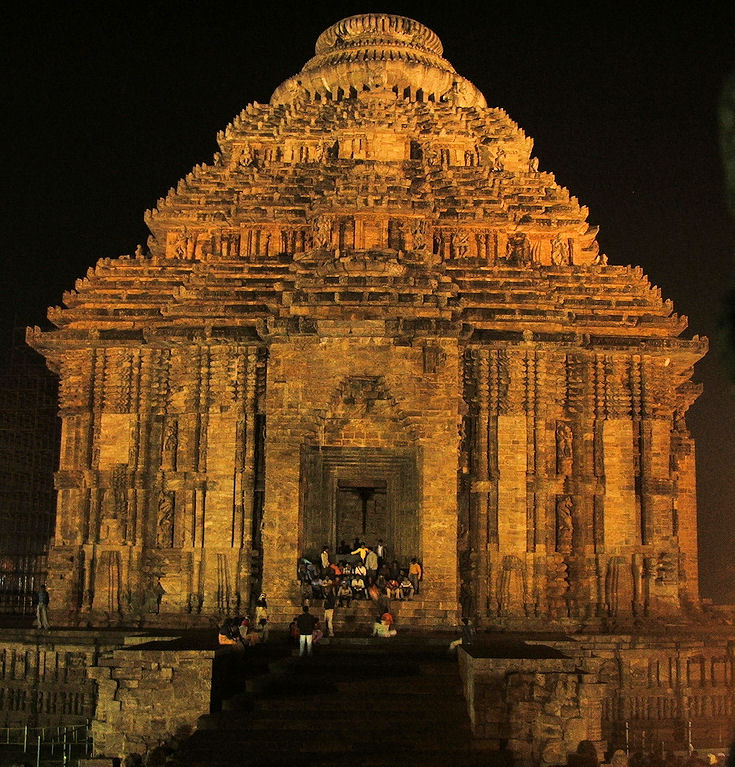
معبد الشمس (كونارك)

بُني معبد الشمس في القرن الثالث عشر وتم تصميمه على شكل مركبة عملاقة لإله الشمس، مع اثني عشر زوجًا من العجلات المزخرفة تجرها سبعة خيول. ويصل عرض بعض هذه العجلات حوالي ثلاث أمتار. أما السبعة خيول فلم بتبقي منهم إلي الآن سوي ستة فقط. تعرَّض المعبد للإهمال بعد أن دنَّسه مبعوث من جهانكير في أوائل القرن السابع عشر.
في أوج توهجه، كان التمثال الرئيسي لإله الشمس معلقًا في الهواء بمساعدة مغناطيس ضخم في قمته وآخر مثبت عند قاعدته.
كانت توجد قطعة من الماس بمنتصف التمثال تعكس أشعة الشمس التي تسقط عليه. في عام 1627، نقل أمير خوردا تمثال الشمس من كونارك إلى معبد جاغاناث في بوري.
ينتمي معبد الشمس إلى مدرسة كالينجان الهندية للهندسة المعمارية. يقع طراز معبد الشمس على اتجاه الشرق والغرب.
```
كان يعلو الحرم الداخلي برجًا لكن تم هدمه في 
القرن التاسع عشر
. لا تزال قاعة الزوار قائمة وتضم معظم بقايا هذا الحطام. سقط سقف قاعة الرقص وما زال مستندًا من النهاية الشرقية للأنقاض على منصة مرتفعة.
[
12
]
```

## التاريخ
في عام 1559، وصل موكوندا جاجاباتي إلى العرش في كوتاك. وأعلن نفسه كحليف لأكبر ومُعادي لسلطان البنغال سليمان خان كاراني. بعد معارك قليلة، سقطت أوديشا. وقد ساعد علي سقوطها أيضًا الاضطراب الداخلي للولاية في عام 1568، دمر معبد كونارك علي يد جيش كالاباد، أحد جنرالات السلطان. ويقال أيضا أن كالاباد كان مسؤولاً عن الأضرار التي لحقت بالعديد من المعابد الأخرى أثناء الغزو.

## السكان
وفقًا لتعداد السكان بالهند لعام 2011، بلغ عدد سكان كونارك حوالي 16779 ألف نسمة. حيث شكَّل الذكور حوالي 52 بالمئة من السكان بمجموع 8654 ألف والإناث حوالي 48 بالمئة بمجموع 8125 ألف، وفي عام 2001، وصلت نسبة محو الأمية في كونارك إلي 57٪، وهو أقل من المعدل الوطني البالغ 59.5٪، حيث شكَّل الذكور حوالي 64 بالمئة والإناث 49 ٪.
و14 ٪ من السكان دون سن 6 سنوات.

## السياحة
تعد كونارك مقصدًا سياحيًا مميزًا حيث يوجد بها واحدًا من أفضل الأماكن التي تحتوي علي آثار جمال معماري قديم.
شاطئ كونارك هو واحد من أكثر الشواطئ نظافة وجمالاً في أوديشا. يمكن للزائر الوصول إلى كونارك إما من بوبانسوار أو من بوري. حيث تبعد كونارك مسافة 64 كم فقط من مطار بوبانسوار، وتتواجد الحافلات الفاخرة في فترات متكررة خلال اليوم كله. كما أن خدمة سيارات الأجرة متوفرة بشكل كافٍ أيضًا.
المسافة حوالي 34 كم من بوري. يمكن للزائر أن يأخذ حافلة أو سيارة أجرة من محطة سكة حديد بوري أو يمكنه استقلال القطار نحو كونارك، ولكنه ليس متوفر بشكل كاف.